# Igreja-salão
Igreja-salão (Hallenkirche, em alemão) é a designação dada a uma igreja em que o espaço interior se conforma num salão único e uniforme, cujas naves têm a mesma ou semelhante altura. 

## Comparação

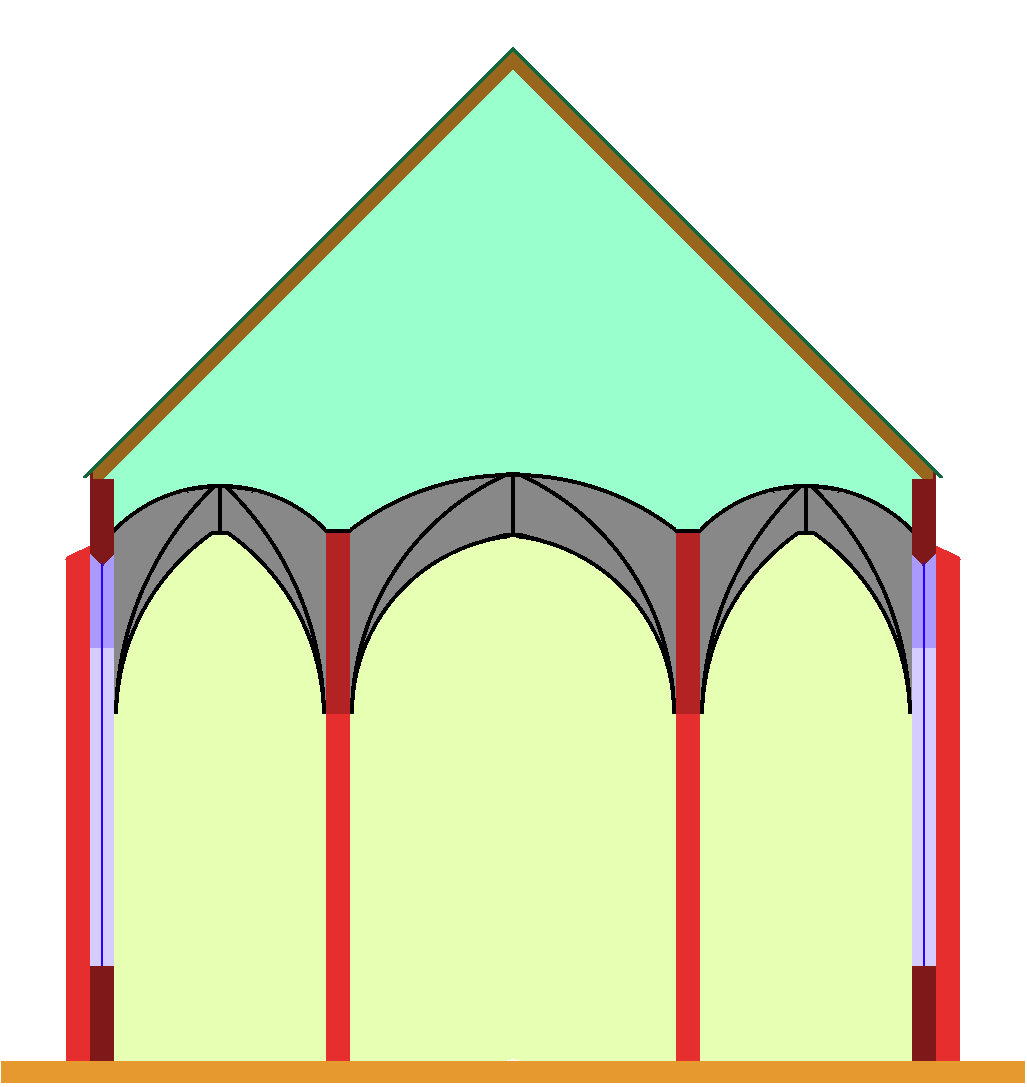
Igreja-salão
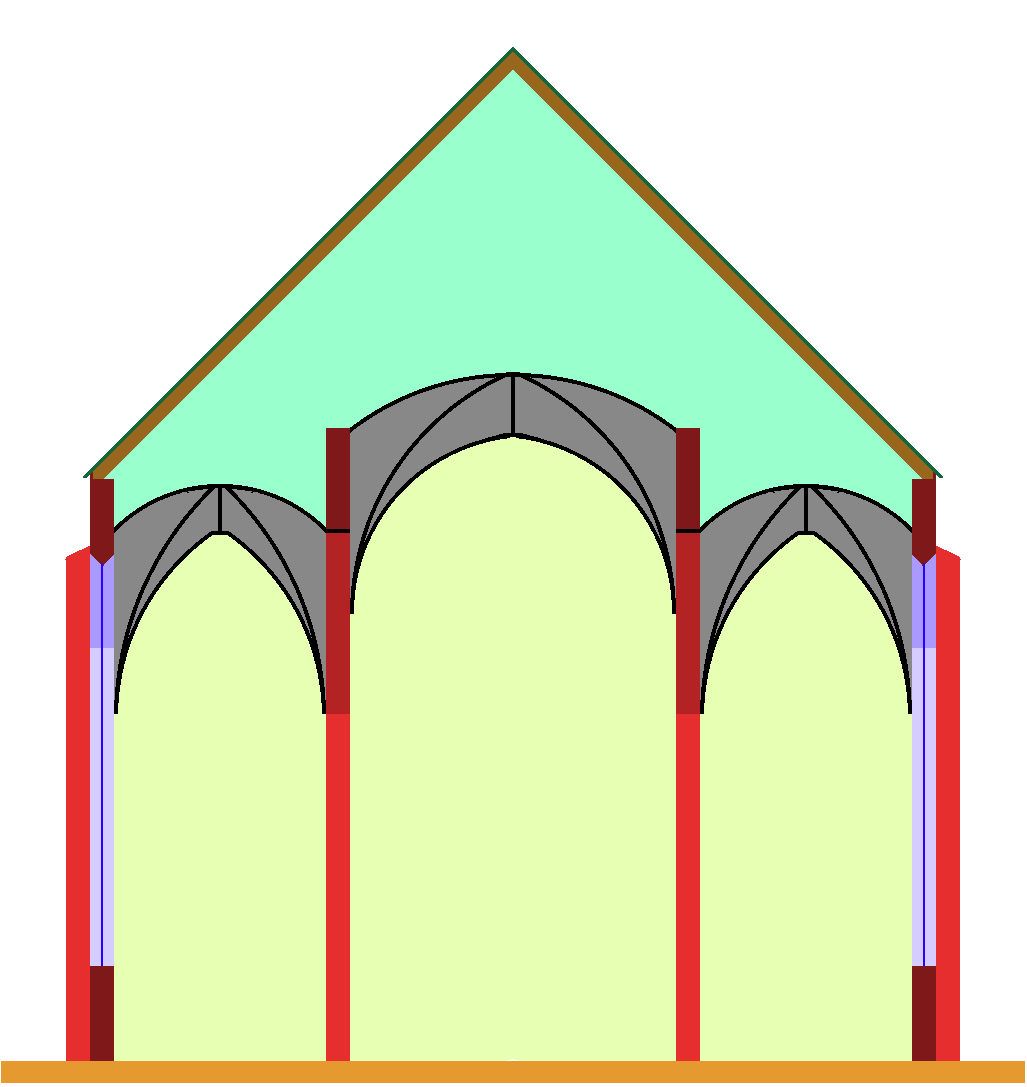
Igreja-salão escalada. A nave central é um pouco mais alta do que as colaterais, mas não tem um piso mais.
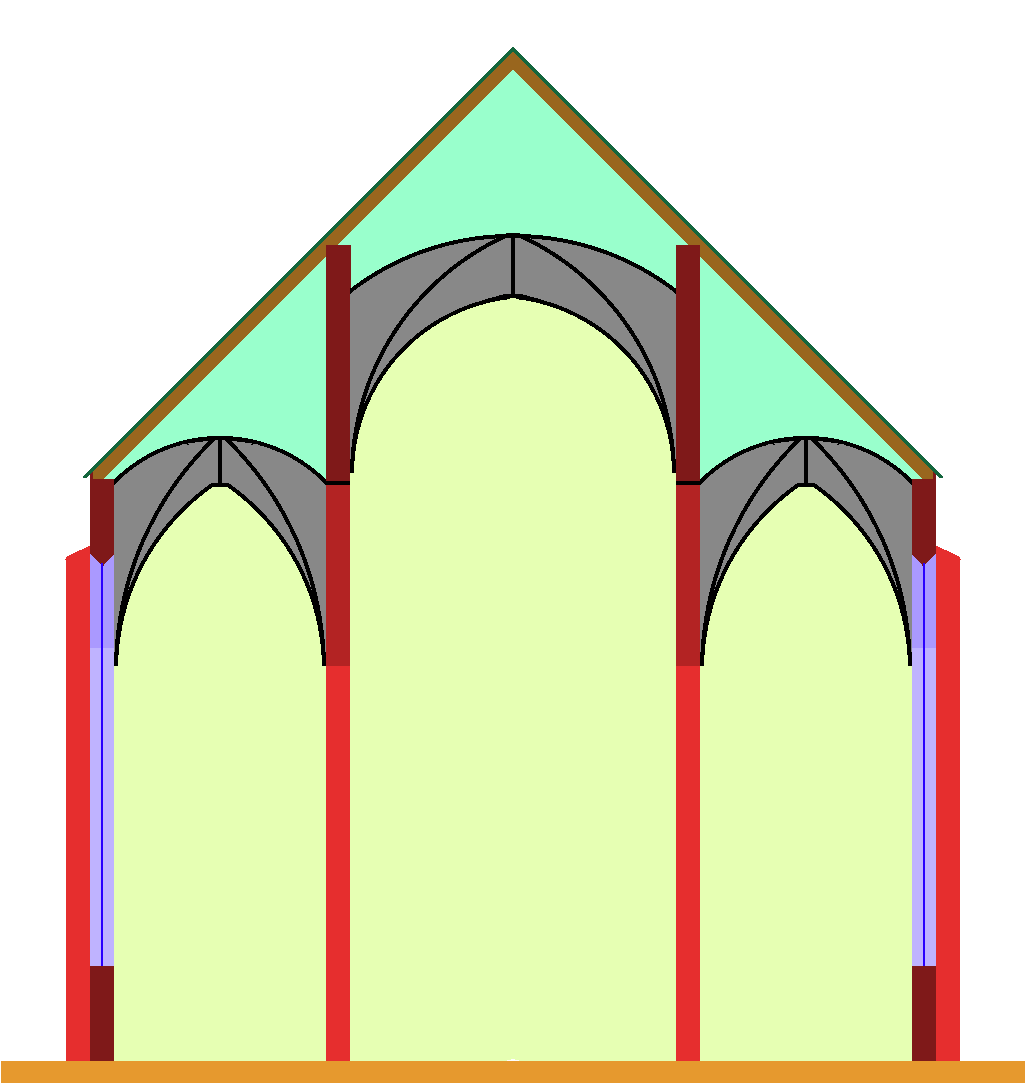
Pseudo-basilica (basilica falsa): A nave central tem um piso mais que as colaterais, mas não tem janelas superiores.
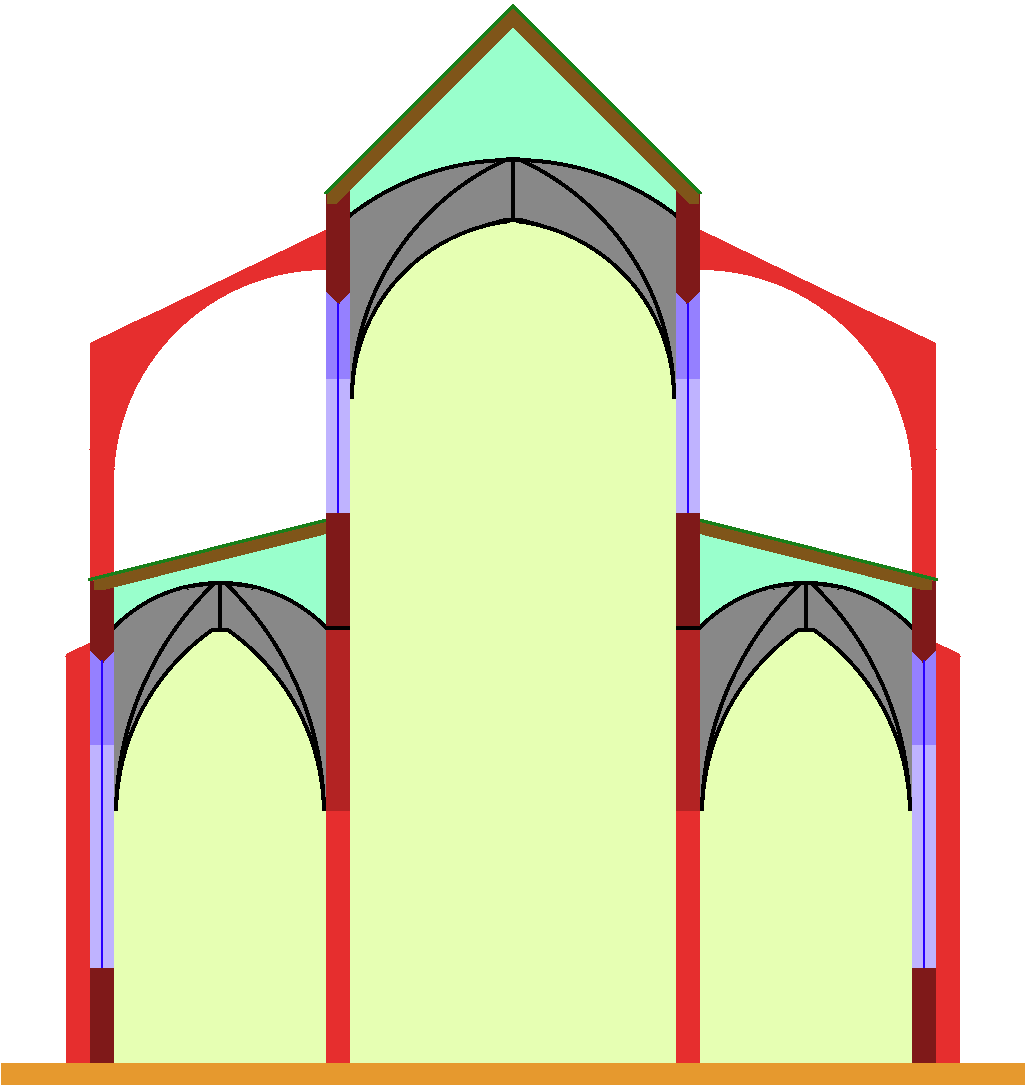
Basilica: A nave central tem dois pisos mais que as colaterais, o trifório e o clerestório.
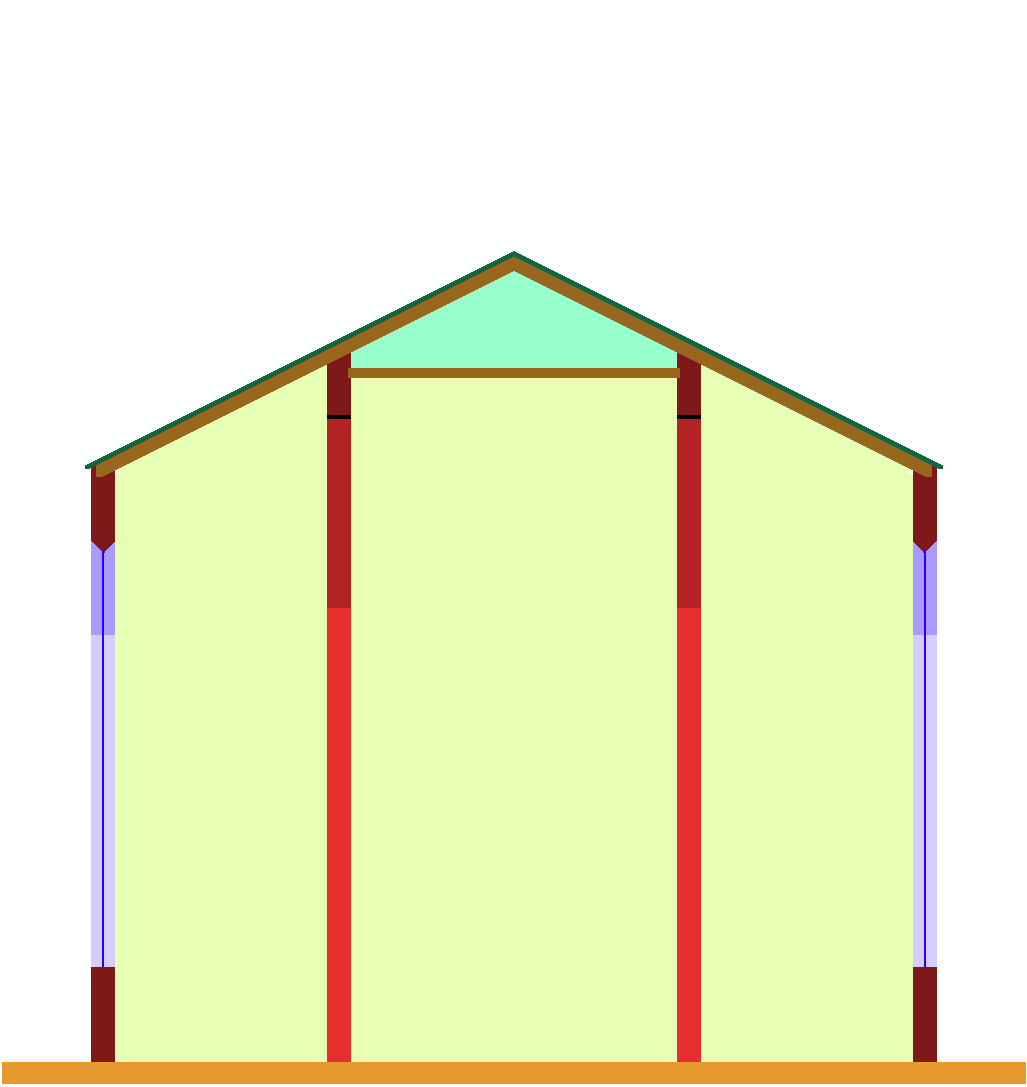
Igreja-salão com tetos de madeira horizontais sobre a nave central e oblíquos sobre as naves colaterais.

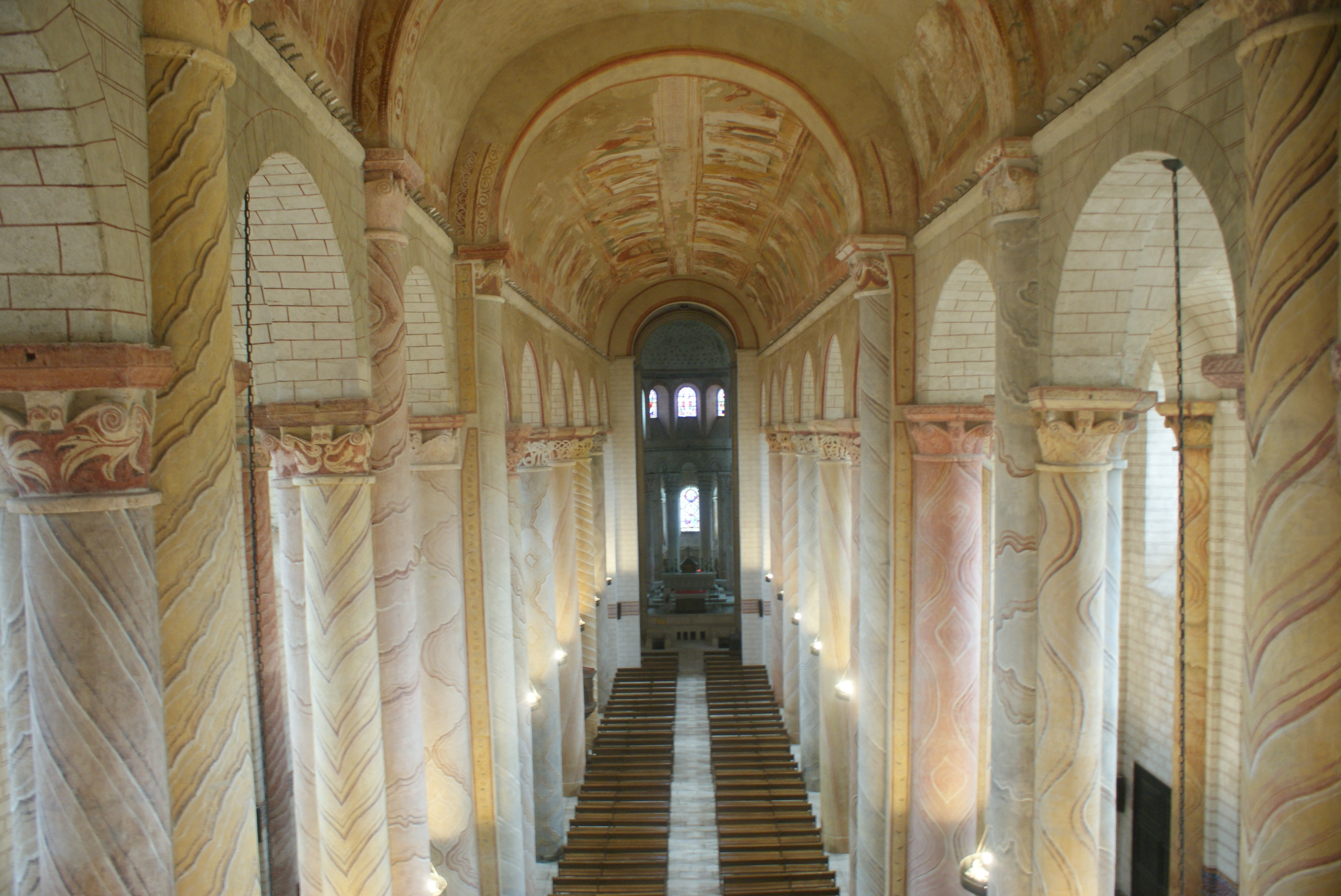
São Savin sur Gartempe no Poitou, igreja-salão do estilo românico

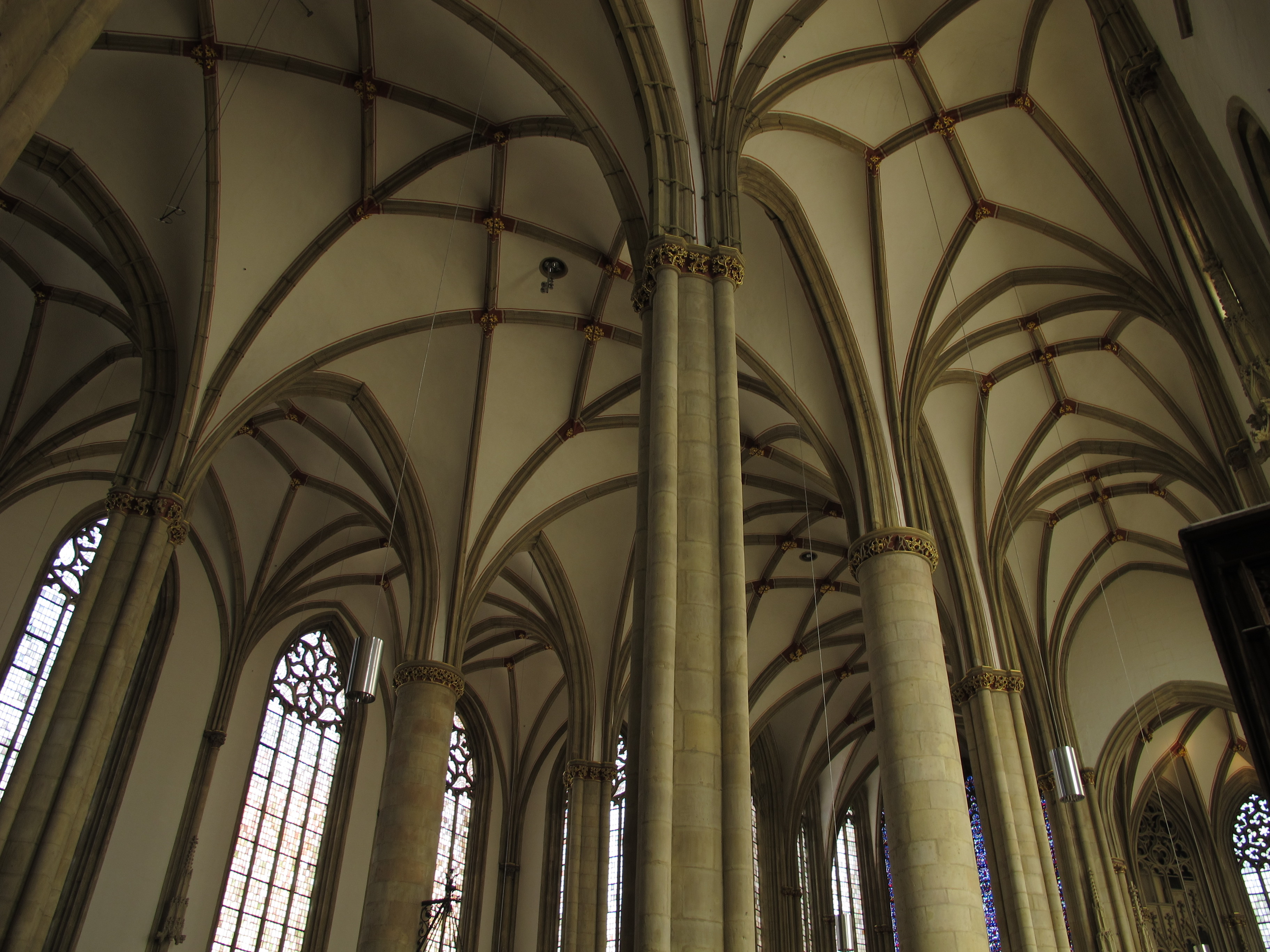
Såo Lamberto, em Münster, igreja-salão do estilo gótico

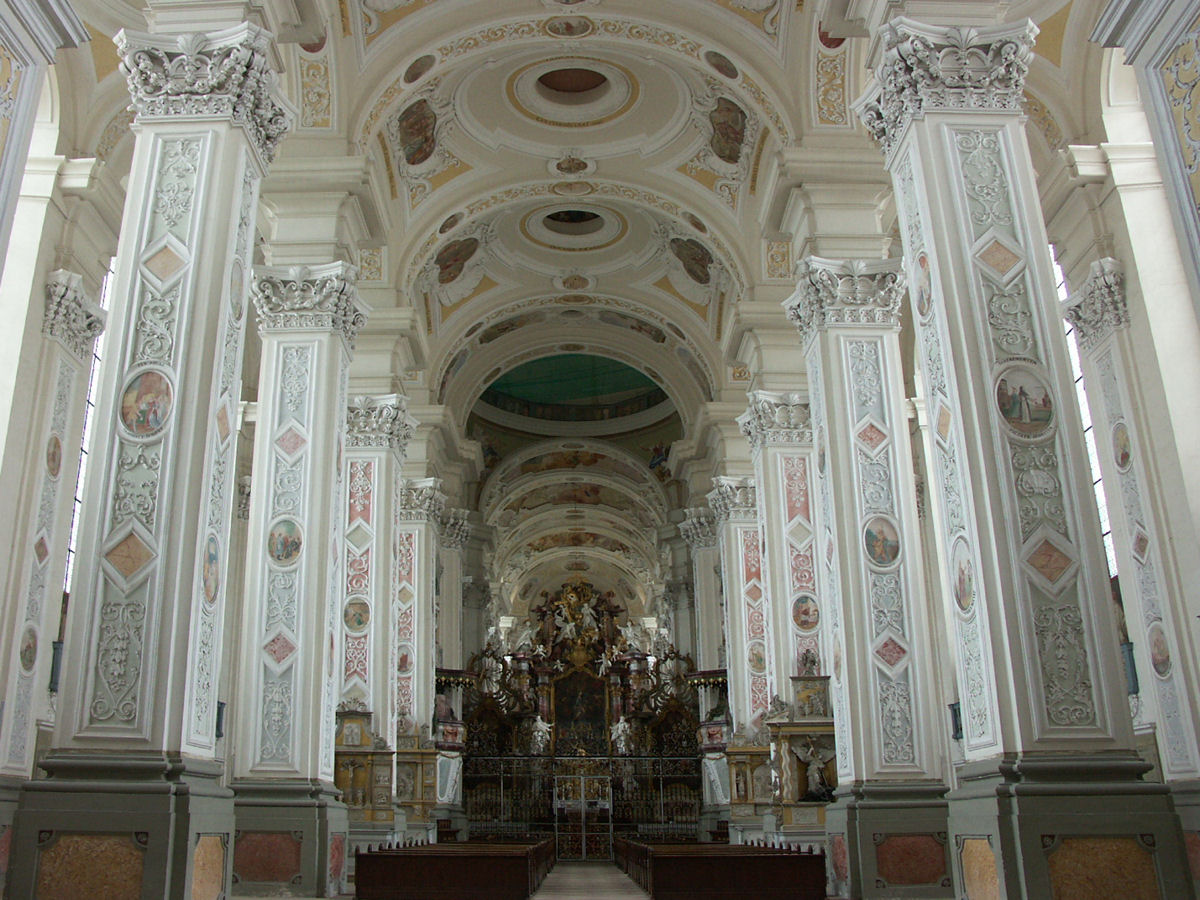
Mosteiro de Schöntal, em Vurtemberga, igreja-salão do Barroco

As igrejas-salão contrastam com as basílicas tradicionais, em que a luz entra por um clerestório na parte superior da nave, apresentando, ao invés, frestas que acompanham em grande parte a altura das paredes laterais. Contrastam também com as igrejas de nave única, que não têm colunas.

## Historia
As primeiras igrejas-salão foram edificados na época do estilo românico, as mais tardias no classicismo e na arquitetura historicista. A forma da igreja-salão com colunas atingiu o seu auge especialmente no gótico tardio, e mais especificamente no Sondergotik alemão.

## Exemplos

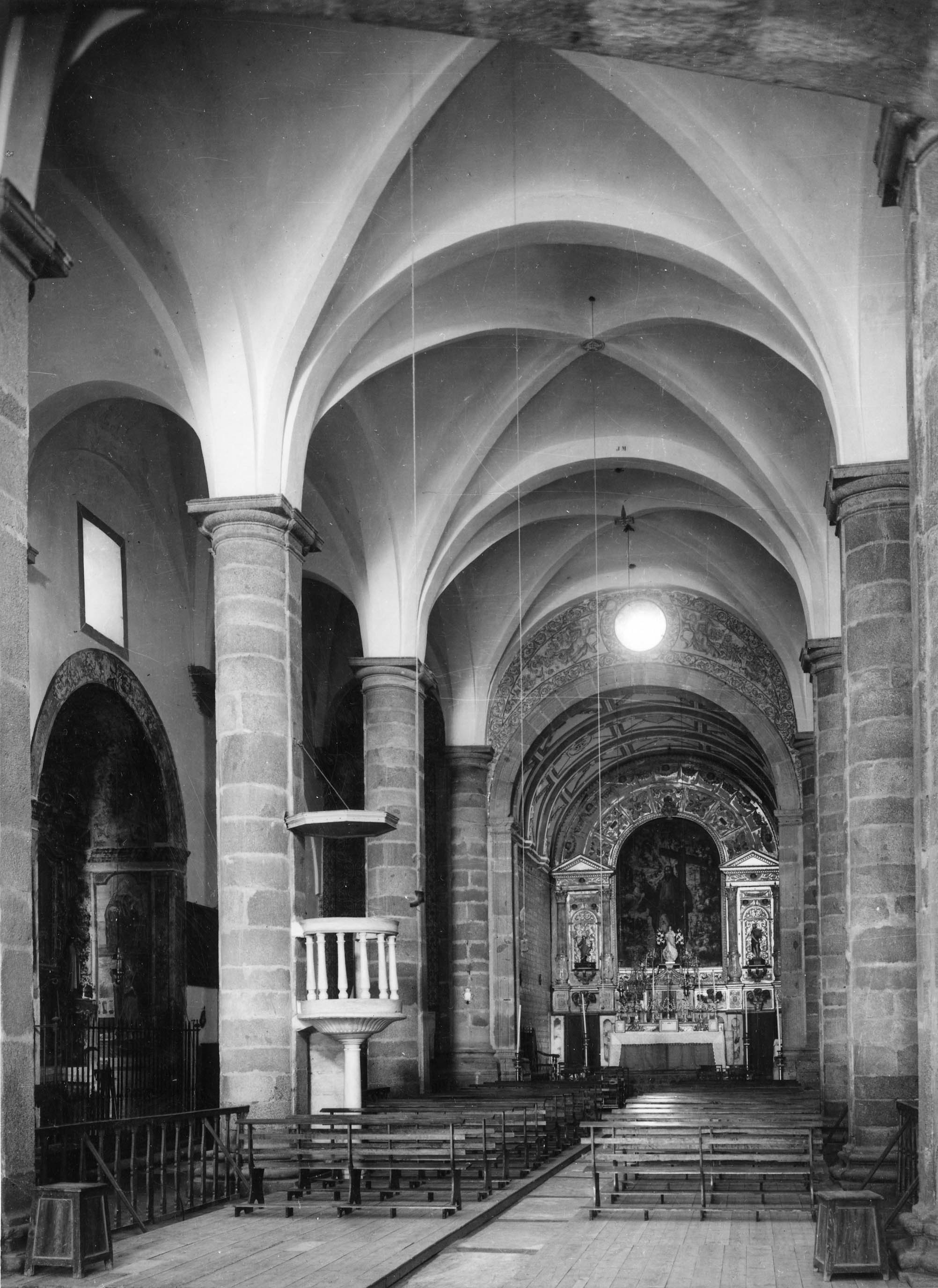
Igreja Matriz de São Salvador, Alcaçovas

Também em Portugal, são exemplos deste género de igreja:
- Mosteiro de Alcobaça
- Mosteiro dos Jerónimos, na freguesia de Belém de Lisboa
- Igreja Matriz de São Salvador, Alcaçovas  Igreja de São Francisco de Estremoz
- Igreja Matriz de Santa Maria do Castelo de Estremoz
- Igreja de Santo Antão de Évora
- Igreja de São Miguel de Freixo de Espada à Cinta[1]
- Catedral de Leiria
- Catedral de Portalegre
- Igreja de Jesus de Setúbal
- Igreja Matriz de São Salvador de Veiros[2]
- Igreja de Nossa Senhora da Luz, Luz de Tavira [3]